# بلانش سیول
بلانش سیول (انگلیسی: Blanche Sewell؛ ۲۷ اکتبر ۱۸۹۸ – ۲ فوریه ۱۹۴۹) یک تدوین‌گر اهل ایالات متحده آمریکا بود.

## فیلم‌شناسی
| - The Sporting Venus (۱۹۲۵) - Tell It to the Marines (۱۹۲۶) - After Midnight (۱۹۲۷) - مرد، زن و گناه (۱۹۲۷) - The Single Standard (۱۹۲۹) - Tide of Empire (۱۹۲۹) - فرزندان لذت (۱۹۳۰) - خانه بزرگ (۱۹۳۰) - نه آن‌قدر احمق (۱۹۳۰) - Red-Headed Woman (۱۹۳۲) - گرند هتل (۱۹۳۲) - Beauty for Sale (۱۹۳۳) - ملکه کریستینا (۱۹۳۳) - جزیره گنج (۱۹۳۴) - ماریتای بدذات (۱۹۳۵) - Mutiny on the Bounty (۱۹۳۵) - The Gorgeous Hussy (۱۹۳۶) | - Born to Dance (۱۹۳۶) - دختر شهر کوچک (۱۹۳۶) - Listen, Darling (۱۹۳۸) - جادوگر شهر از (۱۹۳۹) - Boom Town (۱۹۴۰) - They Met in Bombay (۱۹۴۱) - Honky Tonk (۱۹۴۱) - DuBarry Was a Lady (۱۹۴۳) - Best Foot Forward (۱۹۴۳) - Bathing Beauty (۱۹۴۴) - دره تصمیم (۱۹۴۵) - Easy to Wed (۱۹۴۶) - It Happened in Brooklyn (۱۹۴۷) - Fiesta (۱۹۴۷) - دزدان دریایی (ابهام‌زدایی) (۱۹۴۸) - Take Me Out to the Ball Game (۱۹۴۹) |